# Julian Benedikt
Julian Benedikt (* 28. September 1963 in Neubeuern) ist ein deutscher Filmregisseur und -produzent sowie Schauspieler. Bekannt ist er vor allem durch seine Dokumentarfilme zum Jazz-Umfeld.

## Leben und Werk
Benedikt ist in einer künstlerischen Familie – seine Eltern sind Bildhauer, eine Großmutter und ein Großvater waren Musiker – mit viel Musik groß geworden. Nach einem Grundstudium klassischer Musik in Detmold und Frankfurt am Main lebte er zwei Jahre in Rom, wo er als Saxophonist in der italienischen Rockband Les Fleurs du Mal spielte.
1992 erlangte er an der Sorbonne in Paris ein Diplom im Studiengang Licence Franco-Allemande, der Sprache, Geschichte, Kultur und Landeskunde Frankreichs und Deutschlands behandelt. 1992 war er Hauptdarsteller in Liebe auf den ersten Blick von Rudolf Thome, wofür er auf dem Festival von Béziers als bester Nachwuchs-Schauspieler ausgezeichnet wurde. In den darauffolgenden Jahren spielte er als Darsteller in weiteren französischen Filmen.
Mit Jazz in Berührung kam er durch die Musik des amerikanischen Schlagzeugers Chico Hamilton, den er im Rahmen eines Konzertes in München auch persönlich kennenlernte. Während eines Aufenthalts in New York nahm er dann auch Unterricht bei ihm und Bill Saxton. Hamilton widmete er auch das filmische Porträt Chico Hamilton – Dancing to a different drummer, das 1994 veröffentlicht wurde.
1997 entstand sein Film Blue Note – A Story of Modern Jazz über die Plattenfirma Blue Note Records und ihre Gründer Alfred Lion und Francis Wolff. Dieser brachte ihm 1998 eine Grammy-Nominierung. Drei Jahre später folgte sein Dokumentarfilm Jazz Seen über den Jazzfotografen William Claxton mit Musik von Till Brönner. Im Jahr 2006 kam sein Essayfilm Play Your Own Thing – Eine Geschichte des Jazz in Europa in Filmkunst-Kinos. Thematisch hatte diese Auseinandersetzung mit dem europäischen Jazz Schwerpunkte in den italienischen, polnischen und skandinavischen Jazzszenen. Der Film ist eine dänische Ko-Produktion. Dort kommen u. a. Coco Schumann, Palle Mikkelborg, Arild Andersen, Dee Dee Bridgewater, Niels-Henning Ørsted Pedersen, Jan Garbarek, Georg Baselitz, Wolfgang Dauner, Tomasz Stańko, Stefano Bollani, Enrico Rava, René Urtreger, Albert Mangelsdorff, Joachim Kühn, Paul Kuhn, Joe Zawinul, Chris Barber und Juliette Gréco zu Wort oder spielen.
Benedikt drehte darüber hinaus 1999 den Fernsehfilm Helmut Newton´s SUMO - the making of the most expensive book über Helmut Newton. 2003 entstand der Kurzfilm Ein Tag in Wolfsburg (Musik Till Brönner).
Benedikt beschäftigt sich nebenbei auch mit Malerei.

## Filmographie

### Als Schauspieler
- 1991: Liebe auf den ersten Blick (Regie: Rudolf Thome)
- 1993: Cognacq – Jay (Regie: Laurent Heynemann)
- 1994: Haute Tension (Regie: Roseline Delacour)
- 1995: Je n'en ferais pas un drame (Regie: Dodine Herry)

### Als Produzent, Autor und Regisseur
- 1994: Chico Hamilton – Dancing to a Different Drummer (2002 neu als Directors Cut)
- 1999: Helmut Newton´s SUMO – The making of the most expensive book
- 2006: Play Your Own Thing – Eine Geschichte des Jazz in Europa
- 2010: Longing for Beauty – Sehnsucht nach Schönheit

### Als Autor und Regisseur
- 1997: Blue Note – A Story of Modern Jazz
- 2001: Jazz Seen (Jazz Seen: The Life and Times of William Claxton)
- 2003: Ein Tag in Wolfsburg (Kurz-Dokumentarfilm)